# Greenfield Festival
Le Greenfield Festival est un festival de musique qui se déroule sur 3 jours à Interlaken, en Suisse

## Historique
La première édition a lieu en juin 2005, présentant des concepts originaux qui font référence en Suisse[réf. nécessaire], notamment la gestion des déchets.
En 2007, le festival a attiré quelque 25 000 festivaliers au forfait 3 jours. En 2013, ils étaient plus de 27 000, soit un record d'affluence selon les organisateurs.
La dernière édition de 2014 a attiré quelque 24 000 festivaliers.

## Organisation du site
Le festival se déroule sur l'aérodrome d' Interlaken. Pour dormir, il y a un espace caravane et un espace camping. 
Un espace accessible uniquement avec le ticket comprends de nombreux stands ainsi que la scène principale et la scène secondaire.

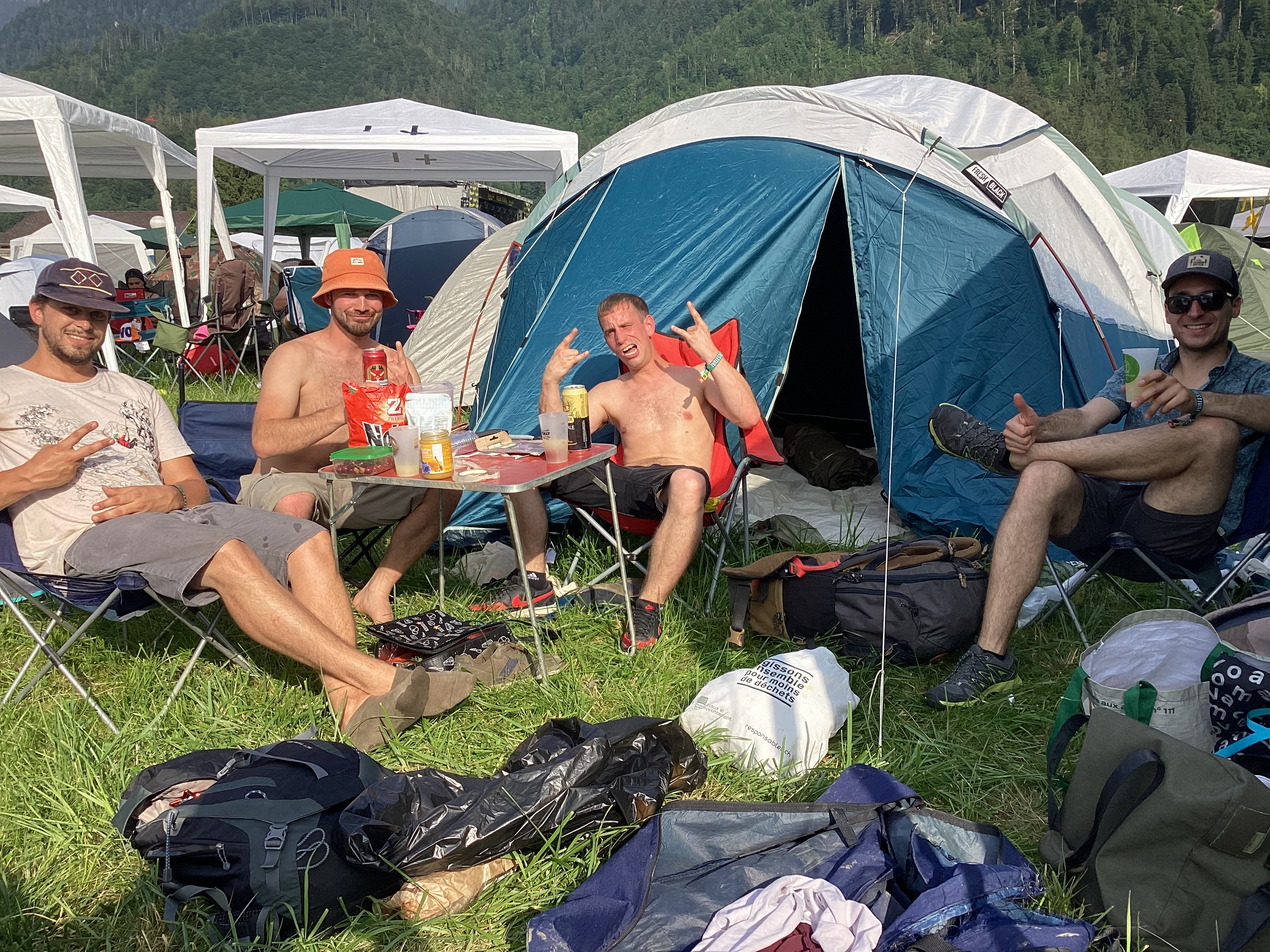
Greenfield festival

## Programmes

### 2014
- 12-13-14 juin 2014

Linkin Park, Iron Maiden, Soundgarden, Dropkick Murphys, Eluveitie, Sabaton, Saltatio Mortis, Gogol Bordello, Bring Me The Horizon, Hatebreed, Terrorgruppe, Broilers, Awolnation, Trivium, Philip H. Anselmo And The Illegals, Panteón Rococó, We Came As Romans,  Jennifer Rostock, Chuck Ragan, Seether, Donots, Zebrahead, Callejon, Madsen, You Me At Six, Emmure, Ghost, Sepultura, Silverstein, The Used, Dave Hause, Clutch, Memphis May Fire, Turbostaat, Talco, Miss May I, Breakdown of Sanity, Bombus, The Beauty of Gemina, Apologies, I Have None, Vale Tudo, Black Tusk, Montréal, Nofnog, Allys Fate, Herod

### 2013
- 13-14-15 juin 2013

Rammstein, Queens of the Stone Age, The Prodigy, Nightwish, Slayer, Ska-P, Within Temptation, NOFX, Airbourne, Bad Religion, Bullet for My Valentine, Stone Sour, Parkway Drive, A Day to Remember, Boysetsfire, Coheed and Cambria, Turbonegro, Danko Jones, Caliban, Converge, Deez nuts, Gallows, Karnivool, Every Time I Die, The Devil Wears Prada, Graveyard, Saltatio Mortis, Bleed from within, Adept, Jennifer Rostock, The Bouncing Souls, Itchy Poopzkid, Mono Inc., Eskimo Callboy, Bury Tomorrow, The Ghost Inside, Red Fang, Deaf Havana, Slag in cullet, The Strapones.

### 2012
- 15-16-17 juin 2012

Die Ärzte
Limp Bizkit
The Offspring 
Rise Against
Billy Talent
In Flames 
The Hives
Refused
In Extremo
Heaven Shall Burn
Sepultura
Eluveitie 
Hatebreed
Lagwagon
Schandmaul
Fear Factory
Enter Shikari
Pennywise
Mad Caddies
Hot Water Music 
Skindred
Zebrahead
Less Than Jake
Black Veil Brides 
H-Blockx
La Vela Puerca
Donots
Street Dogs
All Shall Perish
Neaera
The Bronx
Darkest Hour
The Beauty Of Gemina
Emmure
Bury Tomorrow
La Dispute
Talco
Wolves Like Us
While She Sleeps
Turbowolf
Death By Chocolate
Hathors 
Delilahs
Breakdown Of Sanity
End (Bscene-Contest-Winner)
Fathead (Restorm-Contest-Winner)
Make Me A Donut (Facebook-Contest-Winner)

### 2011
- 9-10-11 juin 2011

Adept
After The Burial
All Time Low
Anti-Flag
Apocalyptica
Boysetsfire
Broilers
Bullet for My Valentine
Caliban
Callejon
Che Sudaka
Comeback Kid
Converge
Disturbed
Dredg
Escapado
Escape from Sickness
Favez
Flogging Molly
Foo Fighters
Framing Hanley
Frank Turner
Fuckup
Itchy Poopzkid
Kvelertak
Lacuna Coil
Long Distance Calling
Madsen
Navel
Parkway Drive
Scream Your Name
Sick of it All
Silverstein
Social Distortion
Sublime With Rome
Suicide Silence
System of a Down
The Dreadnoughts
The Gaslight Anthem
The Ocean
The Rambling Wheels
The Sorrow
The Young Gods
Volbeat
We Butter The Bread With Butter
Wolfmother
Young Guns

### 2010
- 11-12-13 juin 2010

Bak XIII
Beatsteaks
Bleeding Through
Blessed by a Broken Heart
Callejon
Cancer Bats
Coheed & Cambria
Crime In Stereo
Danko Jones
Death by Stereo
Donots
Eluveitie
General Fiasco
Ghost Of A Thousand
Goodbye Fairbanks
Grannysmith
Hatebreed
Heaven Shall Burn
HIM
Hot Water Music
Juliette Lewis
Jupiter Jones
Killswitch Engage
Liquid God
Love Hate Hero
Mad Sin
Neaera
Panteón Rococó
Porcupine Tree
Promethee
Rammstein
Sepultura
Slag In Cullet
Subway to Sally
The Beauty Of Gemina
The Busters
The Dillinger Escape Plan
The Hives
The Peacocks
The Prodigy
Turbostaat
Unheilig
WIZO
Zebrahead

### 2009
- 12-13-14 juin 2009

Slipknot, 
KoЯn, 
Disturbed, 
Nightwish, 
Staind, 
The Ting Tings, 
Billy Talent, 
Faith No More, 
Guano Apes, 
The Subways, 
Flogging Molly, 
Trivium, 
...And You Will Know Us by the Trail of Dead, 
Less Than Jake, 
The Wombats, 
Soulfly, 
Gogol Bordello, 
Social Distortion, 
Shinedown, 
Dredg, 
A Day to Remember, 
Monster Magnet, 
August Burns Red, 
Parkway Drive, 
Caliban, 
HORSE the band, 
Volbeat, 
The Temper Trap, 
Tomte, 
Gallows, 
Lovedrug, 
Itchy Poopzkid, 
Karamelo Santo, 
Cataract, 
Future of the Left, 
Broilers, 
Animal Kingdom, 
Neimo, 
The Black Box Revelation, 
dryconditions et The Krupa Case

### 2008
- 13-14-15 juin 2008

Apocalyptica, 	
Beatsteaks,	 
Biffy Clyro
Bullet for My Valentine,	 	
Die Ärzte,	 
In Flames,	 	
Kettcar,	 
Kilians,
Linkin Park,		 	
NOFX,
Panteón Rococó,	 	
Rise Against,	 
Sick of it all,	 	
The Donnas, 
The Weakerthans
The Offspring

### 2007
- 14-15-17 juin 2007

Cataract,	 
Die Happy, 	
Dredg,	 
Five O’Clock Heroes,	 	
Flogging Molly,	 
Frank Black,	 	
Hayseed Dixie, 
Head Automatica, 	
Houston Swing Engine,	 
Ill Niño, 	
Incubus , 
Itchy Poopzkid,	
Juliette & The Licks,	 
La Vela Puerca,	 	
Less than Jake,	 
Madsen,	 	
Manic Street Preachers,	 
Marilyn Manson,	
McQueen	 
Me First and the Gimme Gimmes,	 	
My Chemical Romance,	 
Navel, 	
Porcupine Tree,	 
Queens of the Stone Age, 	
Reel Big Fish,	 
Slayer, 	
Snitch, 
Sonic Youth, 	
Stone Sour,	 
Sugarplum Fairy, 	
The 69 Eyes, 
The Films,	
The Hives,	 
The Killers, 	
The Lemonheads, 
The Smashing Pumpkins ,
Therapy?, 
Thirty Seconds to Mars, 	
Tomte,

### 2006
- 16-17-18 juin 2006

A.F.,
Amplifier,
Apocalyptica,
Archie Bronson Outfit,
Archive,
Art Brut,
Babyshambles,
Backyard Babies,
Billy Talent,
Depeche Mode,
dEUS,
Elbow,
Hard-Fi,
In Extremo,
Karamelo Santo,
Kashmir,
Lagwagon,
Live,
Mad Caddies,
Maxïmo Park,
Panteon Rococo,
Placebo,
Redwood,
Seeed,
Speck,
Starsailor,
The Answer,
The Cardigans,
The Datsuns,
The Delilahs,
The Peacocks,
The Sisters of Mercy,
The Soundtracks Of Our Lives (OEOC),
The Weepies,
Therapy?,
Tool,
Trivium,
William White & The Emergency,

### 2005
- 24-25-26 juin 2005

Adam Green,
Aereogramme,
Alter Bridge,
Boss Martians,
Breed 77,
Bright Eyes,
Burrell,
Clawfinger,
De-Phazz,
Die Toten Hosen,
Donots,
Eagles of Death Metal,
Element of Crime,
Fantômas,
Favez,
Feeder,
Finch,
Flogging Molly,
Giant Sand,
Goldenhorse,
Grannysmith,
Green Day,
Jimmy Eat World,
Kettcar,
La Vela Puerca,
Madrugada,
Madsen,
Melody Club,
Millencolin,
Moondog Show,
Nine Inch Nails,
Pennywise,
Queens of the Stone Age,
Shilf,
Simple Plan,
Slut,
Snitch,
System of a Down,
The (International) Noise Conspiracy,
The Eighties Matchbox B-Line Disaster,
The Faint,
The Hellacopters,
Turbonegro,